# Elecciones presidenciales de Benín de 2001
Las elecciones presidenciales se llevaron a cabo en Benín el 4 de marzo de 2001, con una segunda vuelta el 18 de marzo, resultando en una histórica y controvertida reelección para Mathieu Kérékou, el antiguo dirigente comunista y posterior presidente socialista democrático elegido en 1996. Debido a que tanto Kérékou como su principal detractor y rival, Nicéphore Soglo, cumplieron setenta años antes de las siguientes elecciones, quedaron inhabilitados para volver a presentarse a la presidencia, poniendo fin a la tensión política entre ambos en la década de 1990.

## Antecedentes
Mathieu Kérékou gobernó Benín en calidad de dictador militar entre 1972 y 1975, posteriormente, se convirtió al comunismo y fue elegido presidente de la recién establecida República Popular de Benín, un estado socialista dominado por el Partido Revolucionario del Pueblo de Benín. Durante sus dieciocho años de mandato, como en muchos países comunistas, se cometieron diversas violaciones a los derechos humanos y purgas políticas. En 1990, con la caída del comunismo, Kérékou se vio forzado a realizar una transición democrática, la primera del África francófona, entregando el mando al presidente electo Nicéphore Soglo, en abril de 1991. El gobierno de Soglo no consiguió estabilizar la devastada economía del país, por lo que Kérékou fue elegido presidente nuevamente en las elecciones de 1996, a pesar de que Soglo denunció fraude. Al momento de prestar juramente, Kérékou afirmó haber renunciado al ateísmo y ser un cristiano renacido. El nuevo mandato de Kérékou respetó la propiedad privada, los derechos humanos, y la libertad de expresión, posicionando a Benín como el segundo país en libertad de prensa de todo el continente, y uno de los mejores a nivel mundial.

## Resultados
La primera vuelta, celebrada el 4 de marzo, significó una esperada victoria para Kérékou, aunque con el 45% de los votos, lo que significaba que debía realizarse una segunda vuelta. En segundo lugar se posicionó nuevamente Nicéphore Soglo, con el 27%, quedando ambos habilitados para el balotaje.
Sin embargo, al día siguiente del anunció de los resultados, y tal y como había hecho en la elección anterior, Soglo denunció fraude y, ante la negativa del Tribunal Constitucional a anular los resultados, decidió directamente boicotear la segunda vuelta. El tercer candidato Adrien Houngbédji, Presidente del Parlamento, quedó habilitado para la segunda vuelta, pero este también rechazó participar, apoyando a Soglo en su condena a un aparente fraude electoral. Como el Tribunal Constitucional reconocía los resultados, y como tanto Soglo como Houngbédji se habían retirado del balotaje sin reconocer la victoria de Kérékou, el candidato del Partido Socialdemócrata, Bruno Amoussou, el cual ya había afirmado que daría su apoyo a Kérékou en caso de segunda vuelta, debió ser precisamente quien se presentara al balotaje, celebrado el 18 de marzo. Ante la falta de un candidato verdaderamente opositor, Kérékou obtuvo una aplastante victoria con más del 83% de los votos.
| Candidato                          | Partido                                                                | Primera vuelta | Primera vuelta | Segunda vuelta | Segunda vuelta |
| Candidato                          | Partido                                                                | Votos          | %              | Votos          | %              |
| ---------------------------------- | ---------------------------------------------------------------------- | -------------- | -------------- | -------------- | -------------- |
| Mathieu Kérékou                    | Frente de Acción para la Renovación y el Desarrollo                    | 1,127,100      | 45.42          | 1,282,855      | 83.64          |
| Nicéphore Soglo                    | Partido del Renacimiento de Benín                                      | 672,927        | 27.12          |                |                |
| Adrien Houngbédji                  | Partido Renovación Democrática                                         | 313,186        | 12.62          |                |                |
| Bruno Amoussou                     | Partido Socialdemócrata                                                | 213,136        | 8.59           | 250,940        | 16.36          |
| Sacca Lafia                        | Unión por la Democracia y la Solidaridad Nacional                      | 29,656         | 1.20           |                |                |
| François-Xavier Loko               | Independent                                                            | 16,656         | 0.67           |                |                |
| Soulé Dankoro                      | Partido Democrático                                                    | 15,614         | 0.63           |                |                |
| Adébayo Abimbola                   | Agrupación Nacional por la Democracia                                  | 15,251         | 0.61           |                |                |
| Wallis Zoumarou                    | Unión Nacional por la Solidaridad y el Progreso                        | 13,576         | 0.55           |                |                |
| Rhétice Dagba                      | Independiente                                                          | 12,697         | 0.51           |                |                |
| Marie-Elise Gbèdo                  | Independiente                                                          | 8,952          | 0.36           |                |                |
| Léandre Djagoué                    | Agrupación de los Demócratas Liberales para la Reconstrucción Nacional | 8,565          | 0.35           |                |                |
| Lionel Agbo                        | Congreso Africano de Demócratas                                        | 8,226          | 0.33           |                |                |
| Gatien Houngbédji                  | Unión Democrática por el Desarrollo Económico y Social                 | 8,092          | 0.33           |                |                |
| Olofindji Akandé                   | Independiente                                                          | 6,258          | 0.25           |                |                |
| Sadikou Alao                       | Alianza Nacional por la Alternativa Democrática                        | 6,223          | 0.25           |                |                |
| François Kouyami                   | Independiente                                                          | 5,414          | 0.22%          |                |                |
| Votos en blanco/anulados           | Votos en blanco/anulados                                               | 181,066        | –              | 173,809        | –              |
| Total                              | Total                                                                  | 2,662,595      | 100            | 1,707,604      | 100            |
| Votantes registrados/participación | Votantes registrados/participación                                     | 3,034,471      | 87.7           | 3,152,365      | 54.2           |
| Fuente: African Elections Database |                                                                        |                |                |                |                |